# Hypsometra
Hypsometra är ett släkte av fjärilar. Hypsometra ingår i familjen mätare.
Kladogram enligt Catalogue of Life:
| Hypsometra | \| \| Hypsometra ericinellae \| \| \| \| \| \| Hypsometra viridis \| \| \| \| |
|            | \| \| Hypsometra ericinellae \| \| \| \| \| \| Hypsometra viridis \| \| \| \| |
|            | Hypsometra ericinellae                                                        |
|            |                                                                               |
|            | Hypsometra viridis                                                            |
|            |                                                                               |